# حقل الشاهين
حقل الشاهين أو حقل نفط الشاهين البحري حقل نفط قطري، يبعد ثمانين كيلومتراً إلى الشمال من رأس لفان، بدأ الإنتاج في الحقل عام 1994، يتم الإنتاج فيه من خلال ثلاثين منصة وحوالي 300 بئر. يعد حقل الشاهين من أكبر حقول النفط في العالم، بقدرة إنتاج تقارب ثلاثمئة ألف برميل يومياً، أي ما يعادل 40% من إنتاج قطر للنفط. كانت تدير الإنتاج في الحقل شركة ميرسك للنفط الدانماركية منذ عام 1992، وفي عام 2015 فاز تحالف تضم شركة قطر للبترول ومجموعة توتال النفطية الفرنسية بحقوق الإنتاج في الحقل في عقد يمتد لخمس وعشرين عاماً. قامت الشركتان بتأسيس شركة قطرية جديدة تعرف باسم شركة نفط الشمال، تكون مملوكة بنسبة 70% لشركة قطر للبترول ونسبة 30% لشركة توتال الفرنسية.